# L'Oller (Collsuspina)
L'Oller és una obra de Collsuspina (Moianès) inclosa a l'Inventari del Patrimoni Arquitectònic de Catalunya.

## Descripció
Es tracta d'un conjunt d'edificacions de mides considerables. L'edifici principal és cobert amb teulada a dues vessants amb forces obertures a la seva façana principal; només hi trobem la data de 1877 si bé l'edifici és anterior a aquesta data. Davant de l'habitatge hi ha diferents cossos d'estructura desigual i destinats a funcions pròpies de la masia.